# Brutus von Britannien

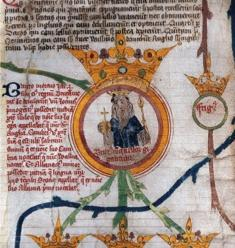
Brutus von Britannien (um 1450)

Brutus von Troja oder Brutus von Britannien (walisisch Bryttys) ist – nach Geoffrey von Monmouth – der Urenkel des Aeneas und der legendäre Gründerkönig Britanniens. 

## Die Sage
Nach der britischen Legende soll er versehentlich seinen Vater Silvius, Sohn des Ascanius, der wiederum der Sohn des Aeneas gewesen sei, während der Jagd getötet haben. Nach der Tötung aus Italien verbannt, befreite Brutus eine Gruppe von Trojanern aus griechischer Sklaverei und machte sich zu ihrem Anführer.
Auf seiner Wanderschaft hatte er die Vision, dass er bestimmt sei, ein Königreich in einem Land zu gründen, das von Riesen bewohnt werde. Nach zahlreichen Kämpfen in der Gegend um Tours in Gallien ließ er sich mit Hilfe seines trojanischen Gefährten Corineus in Britannien nieder, wo er die Riesen erschlug, die auf der Insel lebten.

### Gründung Londons
Ihm wird die Gründung der Stadt Troia Nova, dem späteren London, zugeschrieben. Der keltische Stamm, der in der Umgebung der Gründung lebte, wurde Trinovanten genannt, und ein früher Name Londons bezieht sich auf sie. Brutus regierte 23 Jahre und verfasste vor seinem Tod ein Gesetzbuch für seine Untertanen. Nach Ignoge hatte er drei Söhne: Locrinus, Kamber und Albanactus, die das Land nach seinem Tod unter sich aufteilten.

## Historischer Hintergrund
Obwohl die Historia Britonum, aus der Geoffrey den Kern seiner Geschichte entnahm, behauptet, Britannien sei nach Brutus benannt, liegt der Brutusfigur tatsächlich keine historische Persönlichkeit zugrunde; sie wurde vielmehr in die mittelalterlichen Schriften aufgenommen, um eine vornehme Genealogie für eine oder mehrere der walisischen Herrscherdynastien vorzuweisen. Die Historia Britonum beschreibt Brutus nicht nur als Sohn Trojas, sondern weist ihm darüber hinaus auch einen Platz in der Trojanischen Genealogie zu, die sein Autor vermutlich deshalb schuf, um Troja mit dem christlichen Gott zu verbinden.

### Zeitliche Einordnung
Geoffrey von Monmouth grenzt sein Todesjahr mit den Feststellungen ein, Eli sei zu der Zeit Priester in Judäa gewesen, die Bundeslade von den Philistern gestohlen worden, die Söhne Hektors regierten in Troja, und Aeneas Silvius sei Herrscher über Alba Longa in Italien gewesen.

### Fakten vs. Sage
Brutus wurde auch Teil der Matter of Britain, eines pseudohistorischen Berichts über die Insel, der noch im 17. und 18. Jahrhundert als historisch akzeptiert wurde, bis glaubwürdigere Aufzeichnungen und Inschriften von den Gelehrten untersucht wurden, die viel von seinem Inhalt widerlegten. Dennoch wird er auch im heutigen England noch gelegentlich in volkstümlichen oder zeremoniellen Berichten zitiert.